# 팔라바 왕조
팔라바 왕조는 서기 275년부터 897년까지 톤다이만달람이라고도 알려진 데칸의 상당 부분을 지배했던 왕조이다. 팔라바는 특히 남인도의 역사와 유산을 형성하는 데 중요한 역할을 했다. 팔라바 왕조는 사타바하나 제국이 멸망하기 전까지 봉건 세력으로 활동했다.
팔라바 왕조는 마헨드라바르만 1세(600–630 CE)와 나라심하바르만 1세(630–668 CE)의 통치 기간 동안 주요 남인도 세력이 되었고, 9세기 말까지 약 600년 동안 텔루구 남부 지역과 타밀 지역 북부 지역을 지배했다. 그들의 통치 기간 동안, 그들은 북쪽으로는 찰루키아와 남쪽으로는 촐라와 판디아 같은 타밀 왕국들과 지속적인 갈등을 겪었다. 팔라바 왕조는 마침내 서기 9세기에 촐라 통치자 아디티야 1세에게 패배했다.
팔라바인들은 힌두교의 비슈누 사원 건축을 후원한 것으로 가장 유명한데, 가장 좋은 예는 마말라푸람에 있는 유네스코 세계문화유산인 쇼르 사원이다. 칸치푸람은 팔라바 왕국의 수도의 역할을 했다. 그 왕조는 웅장한 조각들과 사원들을 남겼고, 일부 학자들은 고대 힌두 논문 마나사라가 영감을 주었다고 믿는 중세 남인도 건축의 기초를 세운 것으로 알려져 있다. 그들은 궁극적으로 팔라바 문자를 개발했다. 이 문자는 결국 크메르 문자를 포함한 다른 동남아시아 문자를 낳았다. 중국 당나라의 구법승 현장은 팔라바 시대 동안 칸치푸람을 방문했고 그들의 선량한 통치를 칭찬했다.

## 기원

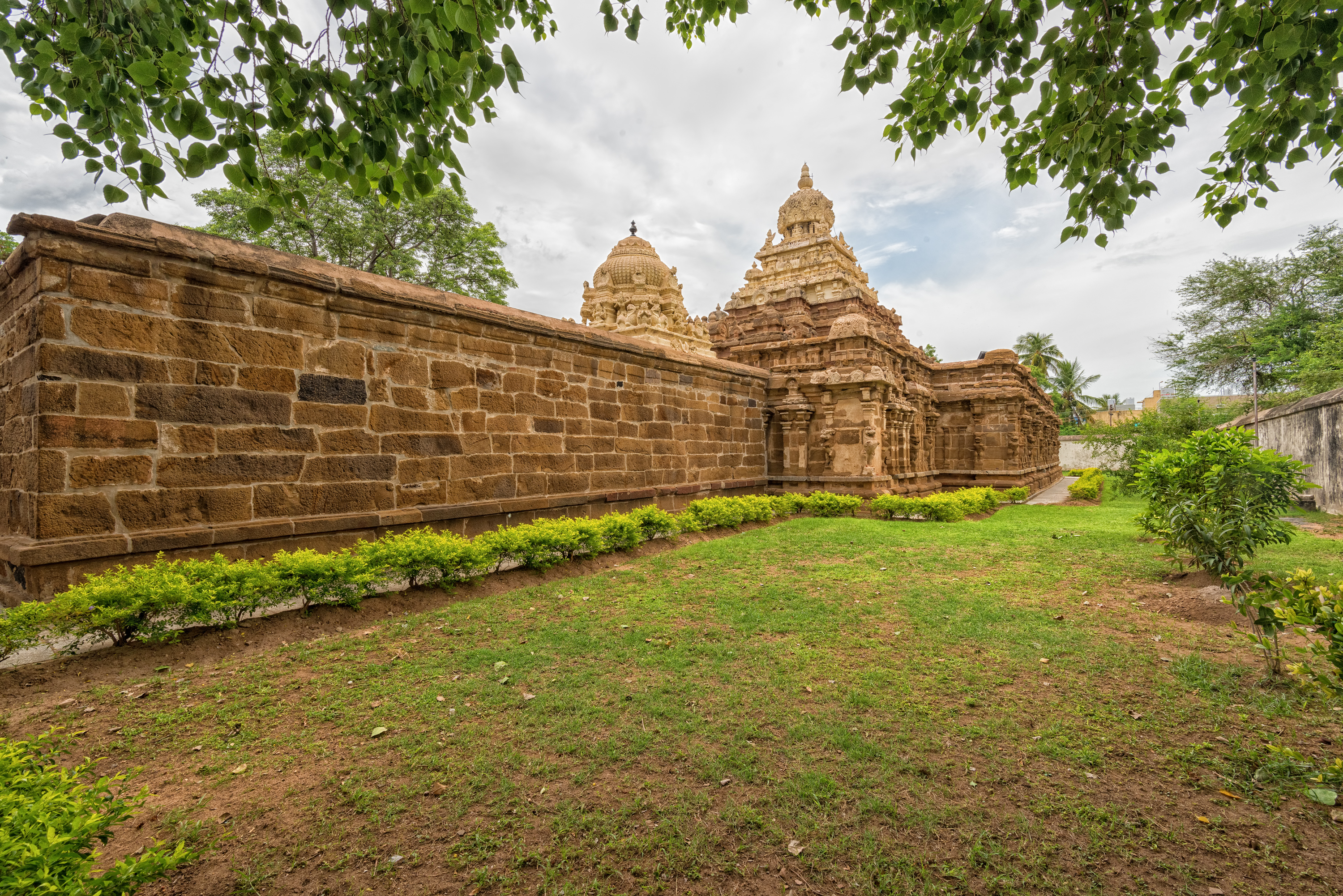
바이쿤타 페루말 사원, 칸치푸람, 타밀나두주. 500년부터 800년까지의 알바르 성인들의 초기 중세 타밀 경전인 날라야이라 디비야 프라반담에 찬양된 가장 오래된 사원으로 여겨진다. 이 사원은 마하 비슈누에게 헌정된 108 디비야 데삼 중 하나이다.

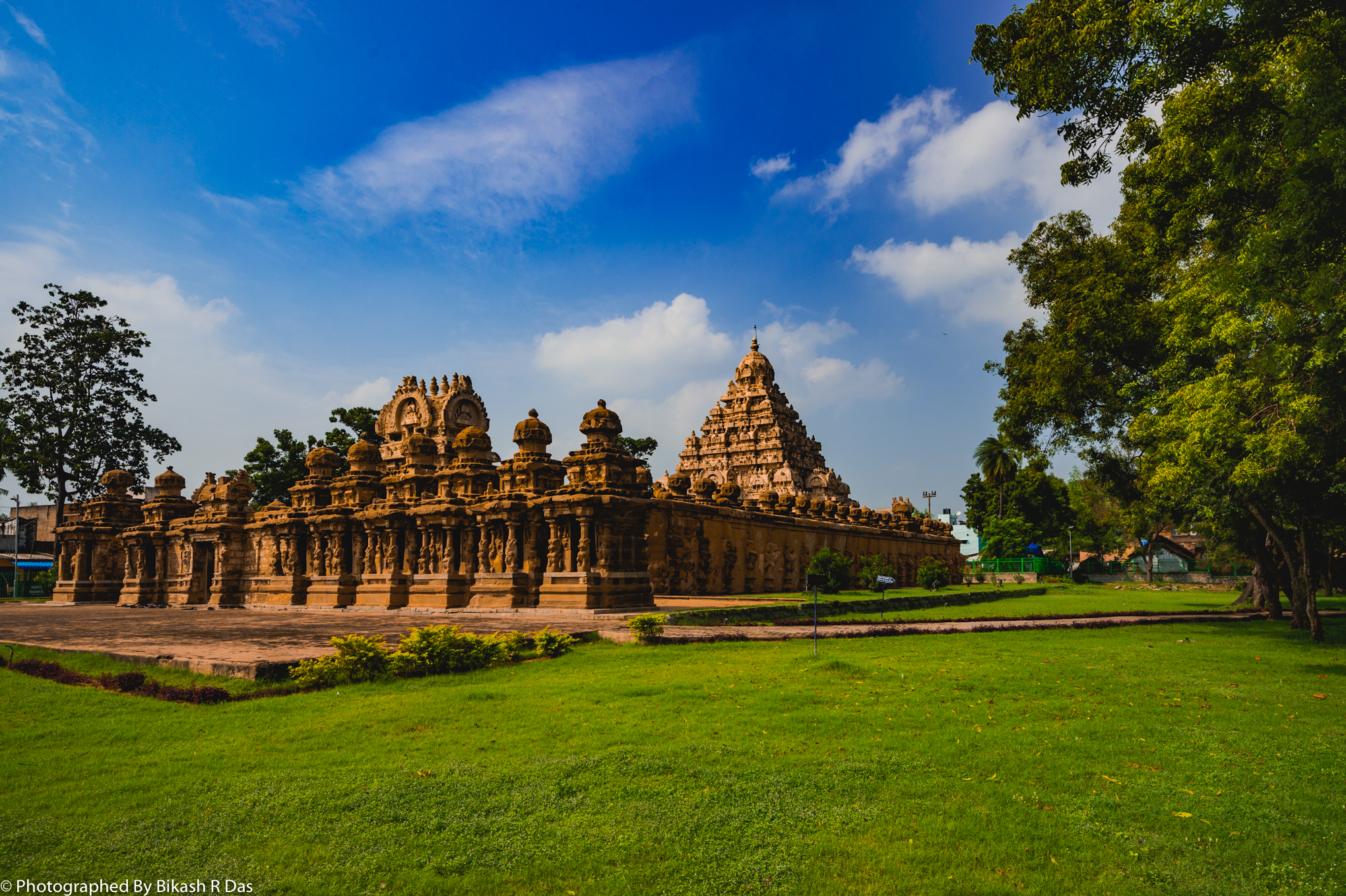
칸치 카일라사나타르 사원은 도시에서 가장 오래된 사원 중 하나이다.

팔라바국을 건국한 팔라바인들의 정체에 대해서는 학자들 사이에서 논란이 되고 있다. 현존하는 역사적 자료에는 4세기 초 시바스칸다바르만의 세 가지 동판 문서(모두 칸치푸람에서 발행되었지만 안드라프라데시주의 여러 지역에서 발견됨)와 50년 전 팔나두(팔라바 나두) 지역의 서부 군투르에서 발견된 심하바르만 1세의 또 다른 비문이 포함된다. 모든 초기 문서는 프라크리트어로 되어 있으며, 학자들은 서법과 언어에서 사타바하나 왕조와 마우리아 왕조와 유사성을 발견했다. 그들의 초기 동전은 사타바하나의 동전과 유사하다고 한다. 현존하는 역사적 자료를 바탕으로 팔라바 기원에 대한 두 가지 주요 이론이 제시되었다. 첫 번째 이론은 팔라바가 처음에는 안드라데샤 지역(현대 안드라프라데시주의 페나 강 북부)의 지배 왕조인 사타바하나 왕조에 종속되어 있었다고 주장한다. 이 이론에 따르면, 팔라바는 나중에 남쪽으로 세력을 확장하여 마침내 칸치(현대 칸치푸람)에 권력을 확립했다. 두 번째 이론은 팔라바가 칸치 자체에서 기원했으며, 그곳에서 처음으로 두각을 나타냈다고 제시한다. 그곳에서 그들은 북쪽으로 크리슈나 강까지 영토를 확장했다. 또 다른 이론은 팔라바가 촐라 왕조의 왕자 일란디라이얀의 후손이며, 칸치 주변 지역인 톤다이만달람에 뿌리를 두고 있다고 주장한다. 이러한 이론들은 팔라바의 초기 역사와 영토 확장에 대한 다양한 관점을 제공하지만, 팔라바 왕조의 정확한 기원은 역사가들 사이에서 계속 논쟁의 대상이다.
안드라 기원설을 주장하는 학자로는 S. 크리슈나스와미 아이양가르와 K. A. 닐라칸타 샤스트리가 있다. 이들은 팔라바가 원래 사타바하나 제국 남동부 지역의 봉신이었으며, 사타바하나 세력이 약화되면서 독립하게 되었다고 믿는다. 이들은 체라, 판디아, 촐라의 고대 가문과는 무관한 "타밀 지방의 이방인"으로 여겨진다. 심하바르만의 기록에 왕실 칭호가 없으므로, 이들은 심하바르만이 당시 안드라데샤를 통치하던 안드라 이크슈바쿠 왕조의 종속 왕이었을 수 있다고 믿는다. 그 후 반세기 동안 팔라바는 독립하여 칸치까지 확장했다.
S. 크리슈나스와미 아이양가르는 또한 팔라바가 톤다이만달람의 원주민이며 팔라바라는 이름이 톤다이야르라는 단어와 동일하다고 추측한다. 촐라 왕조의 왕자 일란디라이얀은 전통적으로 팔라바 왕조의 창시자로 여겨진다. 일란디라이얀은 파투파투와 같은 상감 시대 문헌에 언급된다. 상감 서사시 마니메칼라이에서는 그가 촐라 왕조의 킬리 왕과 나가 공주 필리발라이(마니팔라밤의 발라이바난 왕의 딸)의 아들로 묘사된다.
또 다른 이론은 역사가 R. 사티아나타이에르와 D. C. 시르카르가 제시했으며, 헤르만 쿨케, 디트마르 로테르문트와 버턴 스타인이 이를 지지했다. 시르카르는 팔라바의 가문 전설이 마하바라타의 전설적인 전사 아슈와타마의 후손과 나가 공주와의 결합에 대해 이야기한다고 지적한다. 클라우디오스 프톨레마이오스에 따르면, 북부 및 남부 페네르 강(페나 강과 폰나이야르 강) 사이의 아루바나두 지역은 기원후 140년경 바사로나가 왕이 통치했다. 이 나가 가문과의 결혼을 통해 팔라바는 칸치 근처 지역을 장악하게 되었을 것이다. 시르카르는 팔라바가 후기 사타바하나 왕조 하의 지방 통치자였으며 부분적으로 북부 혈통을 가졌을 수 있다고 인정하지만, 사티아나타이에르는 이들을 톤다이만달람(아루바나두의 핵심 지역)의 원주민으로 본다. 그는 팔라바가 마우리아의 아소카 통치 하에서 북인도 관습을 잘 받아들였을 수 있다고 주장한다. 그는 "팔라바"라는 이름을 지역의 "푸리나두"와 "푸리유르코탐"과 같은 이름에 유산이 있는 푸린다족과 연관시킨다.
해롤드 스튜어트 경에 따르면 팔라바는 쿠룸바족이었고 쿠루바족이 그들의 현대 대표자라고 한다. 이것은 팔라바가 원래 쿠루바 가문에 속한 목축민이었다고 말한 마라티 역사가 람찬드라 친타만 데레에 의해 지지된다. 팔라바의 영토는 현재 타밀나두주와 남부 안드라프라데시주를 따라 코로만델 해안에 접해 있었다. 이곳에서 발견된 동전 중 서기 2세기에서 7세기 사이의 금화와 은화에는 팔라바의 상징인 갈기 있는 사자가 칸나다어 또는 산스크리트어 비문과 함께 새겨져 있는데, 이는 팔라바가 프라크리트어, 산스크리트어, 타밀어와 함께 칸나다어도 행정에 사용했음을 보여준다.
이러한 이론들 위에 사티아나타이에르의 또 다른 가설이 있는데, "팔라바"가 파흘라바(파르티아인을 뜻하는 산스크리트어)에서 파생되었다는 주장이다. 그에 따르면, 이 이론에 대한 부분적인 지지는 일부 조각상에 묘사된 코끼리 두피 모양의 왕관에서 찾을 수 있는데, 이는 데메트리오스 1세 아니케토스의 왕관과 유사해 보인다.

## 라이벌 관계

### 촐라 왕조와의 관계
팔라바는 벨루르팔라이얌 판에 기록된 바와 같이 팔라바 왕조의 5대 왕인 쿠마라비슈누 1세의 통치 기간 무렵 촐라 왕조로부터 칸치를 점령했다. 그 후 칸치는 비문에서 팔라바의 수도로 나타난다. 촐라는 4세기 중반 팔라바 왕조의 10대 왕인 비슈누고파의 통치 기간에 팔라바를 칸치에서 몰아냈다. 팔라바는 6세기 중반 칼라브라 왕조로부터 칸치를 재점령했으며, 이는 카사쿠디 판에서 "땅의 사자"라고 언급된 팔라바 왕조의 14대 왕인 심하비슈누의 통치 기간이었을 수 있다. 그 후 팔라바는 9세기까지 칸치를 지켰고, 마지막 왕인 아파라지타바르만의 통치까지 이어졌다.

### 카담바 왕조와의 관계
팔라바는 여러 시기에 주요 왕국들과 갈등을 겪었다. 초기 팔라바와 카담바 왕조 사이에는 정치적 우위를 차지하기 위한 경쟁이 존재했다. 수많은 카담바 비문은 팔라바-카담바 적대 관계에 대한 세부 정보를 제공한다.

### 칼라브라 왕조와의 관계
비슈누고파바르만 2세(약 500~525년)의 통치 기간 동안 칼라브라 왕조의 타밀 지방 침략으로 인해 팔라바 왕조는 정치적 혼란에 휩싸였다. 6세기 말경, 팔라바의 심하비슈누는 칼라브라에 타격을 입혔다. 판디아도 뒤따랐다. 그 후 타밀 지방은 북쪽의 팔라바(수도 칸치푸람)와 남쪽의 판디아(수도 마두라이)로 분할되었다.

## 비루다
묘사적인 명예 칭호인 비루다를 사용하는 왕실 관습은 팔라바 사이에서 특히 널리 퍼졌다. 마헨드라바르만 1세의 비루다는 산스크리트어, 타밀어, 텔루구어로 되어 있다. 텔루구어 비루다는 마헨드라바르만이 타밀 지역에 석굴 사원을 만들던 시기에도 안드라 지역과의 관계가 강하게 유지되었음을 보여준다. "말라" 접미사는 팔라바 통치자들이 사용했다. 마헨드라바르만 1세는 "적을 전복하는 전사"라는 뜻의 샤트루말라라는 비루다를 사용했고, 그의 손자 파라메스와라 1세는 "유일한 전사 또는 레슬러"라는 뜻의 에카말라라고 불렸다. 팔라바 왕들은 아마도 고귀한 왕들이었을 것이고, 마하말라("위대한 레슬러")라는 칭호로 알려졌다.

## 사용 언어

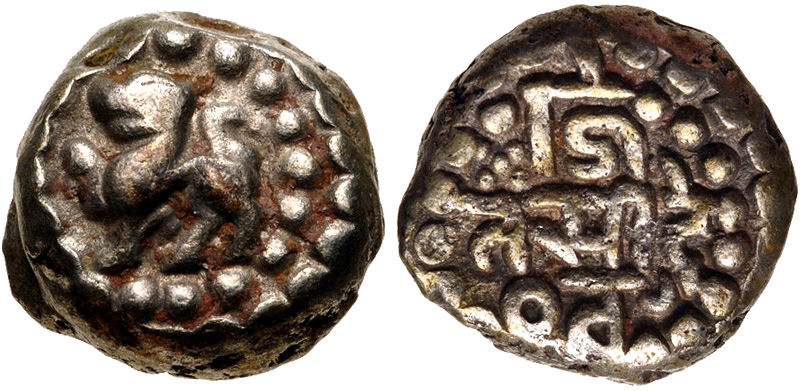
코로만델의 팔라바 동전, 나라심하바르만 1세 (630-668 AD).앞면 사자 왼쪽 뒷면 태양과 달 기호 주변의 나라심하바르만 이름.

팔라바 비문은 타밀어, 프라크리트어, 산스크리트어로 발견되었다.
타밀어는 팔라바가 비문에 사용한 주요 언어였지만, 몇몇 기록은 계속 산스크리트어로 작성되었다. 파라메스와라바르만 1세 시대에는 기록의 일부를 산스크리트어로, 나머지는 타밀어로 새기는 관행이 유행하기 시작했다. 카사쿠디, 탄단토탐, 파타탈망갈람, 우다옌디람, 벨루르팔라이얌 등 거의 모든 동판 기록은 산스크리트어와 타밀어 모두로 구성되어 있다.
많은 팔라바 왕실 비문은 산스크리트어나 프라크리트어로 되어 있었는데, 이는 공식 언어로 간주되었다. 마찬가지로 안드라프라데시주와 카르나타카주에서 발견된 비문은 산스크리트어와 프라크리트어이다. 산스크리트어는 심하비슈누와 나라심하바르만 2세가 문학에서 널리 사용했다. 통치자들이 비문과 금석문을 남기는 공식 언어로 프라크리트어를 사용하는 현상은 6세기까지 계속되었다. 이는 지배 엘리트가 프라크리트어의 패권을 영속시켜 일반 대중이 권력을 공유하는 것을 배제함으로써 자신들의 특권을 보호하는 데 도움이 되었을 것이다 (마하데반 1995a: 173–188). 타밀 지역의 팔라바는 비문에서 타밀어와 산스크리트어를 사용했다.

### 문자 체계
팔라바 왕조 시대에는 팔라바 문자의 후예이자 브라흐미 문자의 일종인 독특한 형태의 그란타 문자가 사용되었다. 6세기경, 이 문자는 동쪽으로 전파되어 거의 모든 동남아시아 문자의 기원에 영향을 미쳤다.

## 종교
팔라바는 힌두교의 추종자였으며 신과 브라만에게 땅을 기증했다. 통용되는 관습에 따라 일부 통치자들은 아슈와메다와 다른 브라만교 희생제를 거행했다. 그러나 그들은 다른 종교에 대해서도 관용적이었다. 나라심하바르만 1세의 통치 기간 동안 칸치푸람을 방문한 중국 승려 현장은 칸치푸람에 100개의 불교 수도원과 80개의 힌두 사원이 있었다고 보고했다. 선불교의 반전설적인 창시자인 보디다르마는 인도 전통에서 팔라바 왕의 셋째 아들로 여겨진다.

## 팔라바 건축

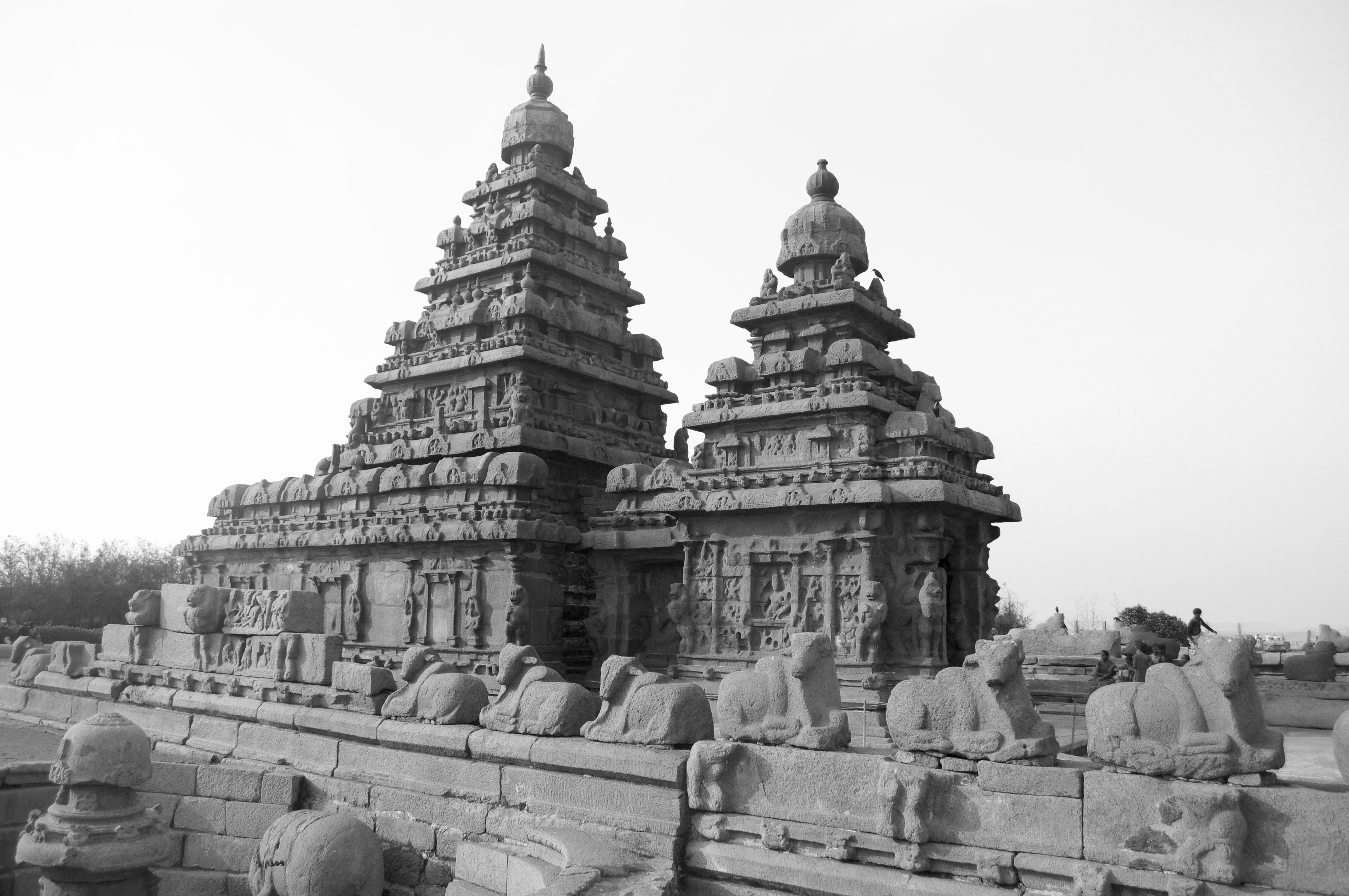
나라심하바르만 2세에 의해 건축된 마하발리푸람의 쇼르 사원

팔라바는 암석을 깎아 만든 건축에서 석조 사원으로 전환하는 데 중요한 역할을 했다. 팔라바 건축의 가장 초기 예는 610년부터 690년까지의 암석을 깎아 만든 사원과 690년부터 900년까지의 구조적인 사원이다. 여러 암석을 깎아 만든 석굴 사원에는 팔라바 왕 마헨드라바르만 1세와 그의 후계자들의 비문이 새겨져 있다.
팔라바 건축의 업적 중에는 마하발리푸람의 암석을 깎아 만든 사원이 있다. 마하발리푸람에는 발굴된 기둥형 전당과 라타스라고 알려진 단일 암석 사원이 있다. 초기 사원은 주로 시바에게 헌정되었다. 칸치푸람의 카일라사나타 사원과 나라심하바르만 2세가 지은 쇼르 사원, 마헨드라바르만이 마헨드라바디에 지은 암석을 깎아 만든 사원은 팔라바 양식 사원의 훌륭한 예이다. 스리랑카 캔디 (도시)의 날란다 게디게 사원도 또 다른 예이다. 돈드라 헤드의 유명한 톤데스와람 사원과 트링코말리의 고대 코네스와람 사원은 7세기에 팔라바에 의해 후원되고 구조적으로 발전되었다.

## 팔라바 사회
심하비슈누(575년 – 900년)부터 시작된 팔라바 시대는 남인도 사회의 전환기였다. 기념물 건축, 알바르와 나야나르의 헌신적인(바크티) 종파 설립, 산스크리트어 학습을 위한 농촌 브라만 제도 번성, 다양한 민족으로 구성된 영토에 대한 차크라바르틴 왕권 모델 확립 등이 이루어졌다. 이는 각기 다른 문화와 부족장 하에 영토적으로 분할된 민족이 존재했던 팔라바 이전 시대를 종식시켰다. 상감 시대에는 집단 간의 위계적 관계가 존재했지만, 팔라바 시대에는 샤스트라에 의해 규정된 의례적 순수성에 기반한 위계적 관계를 칭송했다. 버턴은 차크라바르틴 모델과 크샤트리야 모델을 구별하고, 크샤트리야를 브라만과 지위를 공유할 만큼 충분히 높은 의례적 지위를 가진 지역 기반 전사로 비유하며, 남인도에서는 크샤트리야 모델이 나타나지 않았다고 주장한다. 버턴에 따르면 남인도는 크샤트리야에게 결정적인 세속적 권위가 부여된 인도-아리안 바르나 조직 사회를 알고 있었지만, 차크라바틴 지위를 주장했던 팔라바, 촐라, 비자야나가라 왕조를 제외하고는 소수의 지역 전사 가문만이 북부 전사 집단의 명망 있는 혈족 연계 조직을 달성했다.

## 연대기

### 샤스트리 연대기
팔라바에 대한 가장 초기 문서는 현재 스칸다바르만 1세의 것이고 프라크리트어로 쓰여진 세 개의 구리판 보조금, 즉 마이다볼루(군투르 지역의 마이다볼루 마을에서 유래), 히레하다갈리(카르나타카의 히레 하다갈리에서 유래), 그리고 대영박물관 판(두르가 프라사드, 1988)이다. 스칸다바르만은 아마도 초기 팔라바의 첫 위대한 통치자였을 것이지만, 스칸다바르만의 선행자였을 것으로 추정되는 다른 초기 팔라바에 대한 언급도 있다. 스칸다바르만은 북쪽의 크리슈나강부터 남쪽의 페나르, 서쪽의 벨라리 지역까지 영토를 확장했다. 그는 아슈와메다와 다른 브라만교 희생제를 거행했으며, "법에 헌신하는 최고 왕 중의 왕"이라는 칭호를 지녔다.
히레하다갈리 동판(벨라리구) 기록은 프라크리트어로 되어 있으며, 시바스칸다 바르만 통치 8년째인 서기 283년으로 거슬러 올라가며, 그의 아버지가 "바파-데바"(존경받는 아버지) 또는 보파로만 묘사된 것을 확인한다. 따라서 "바파-데바"로 시작하는 이 프라크리트 헌장 왕조가 남인도 팔라바 영토의 역사적 설립자였음이 분명하다.
히레하다갈리 동판은 벨라리구의 히레하다갈리에서 발견되었으며, 카르나타카의 가장 초기 동판 중 하나이며 초기 팔라바 통치자 시바스칸다 바르마의 통치에 속한다. 초기 팔라바의 팔라바 왕 시바스칸다바르만은 275년부터 300년까지 통치했으며, 재위 8년째인 283년에 헌장을 발행했다.
283년의 히레하다갈리 동판에 따르면, 팔라바 왕 시바스칸다바르만은 바파 경이 브라만(칠라레카코둠카의 자유 보유자이자 아피티 거주자)에게 이전에 주었던 칠라레카코둠카 정원에 면세권을 부여했다. 칠라레카코둠카는 일부에 의해 카르나타카 벨라리의 고대 마을 칠라리게로 확인되었다.
436년에 즉위한 심하바르만 2세의 통치 기간 동안, 북쪽으로 크리슈나 입구까지 비슈누쿤디나 왕조에게 잃었던 영토를 회복했다. 이 시기부터의 초기 팔라바 역사는 십여 개 정도의 산스크리트어 동판 보조금으로 제공된다. 이들은 모두 왕들의 재위 기간에 따라 날짜가 기록되어 있다.
다음 연대기는 닐라칸타 샤스트리가 그의 남인도사에 이 기록들을 바탕으로 구성했다.

#### 초기 팔라바

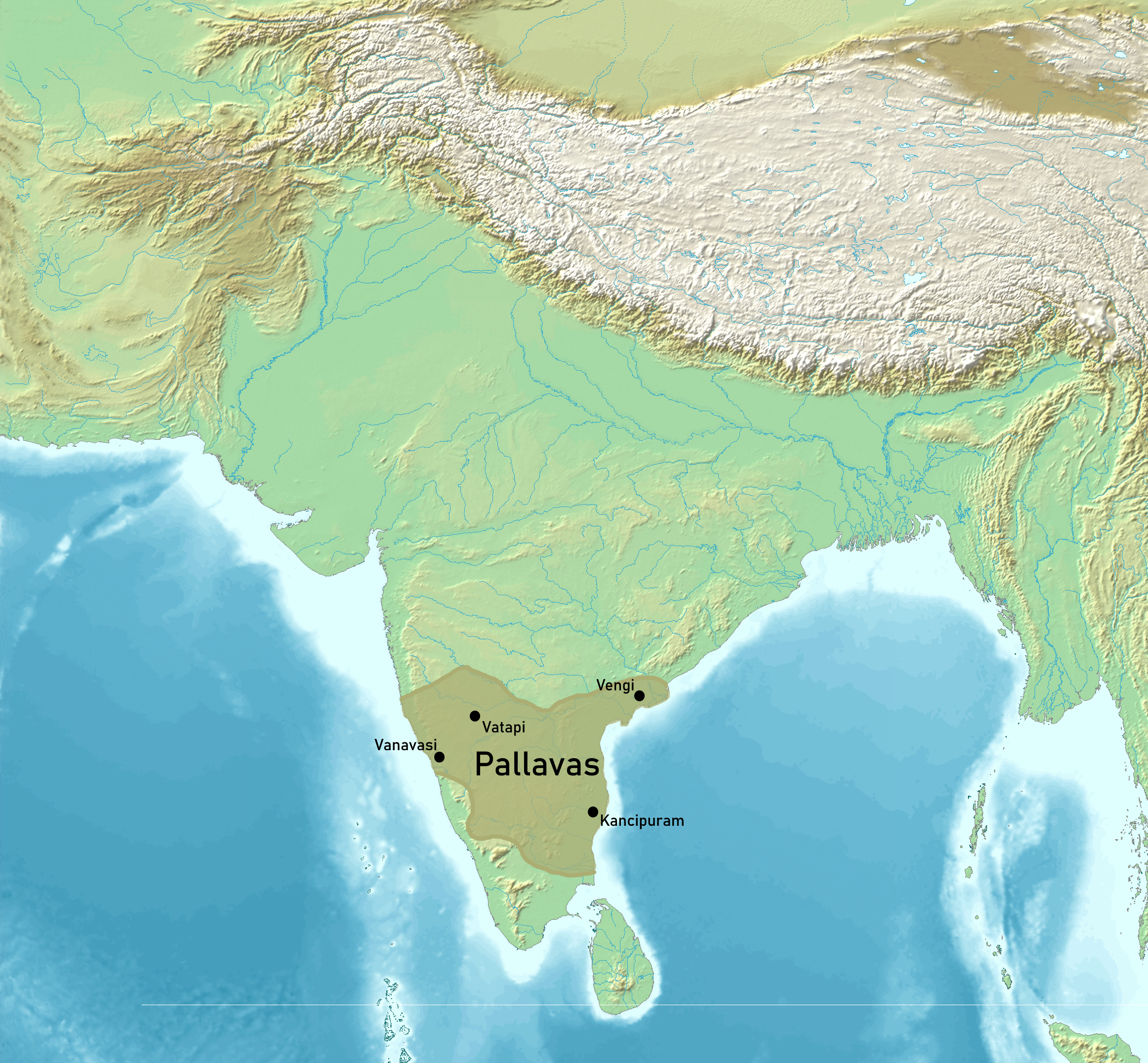
초기 팔라바 지도

- 심하바르만 1세 (275–300)
- 시브스칸다바르만 (불명)
- 비자이스칸다바르만 (불명)
- 스칸다바르만 (불명)
- 비슈누고파 (350–355)
- 쿠마라비슈누 1세 (350–370)
- 스칸다바르만 2세 (370–385)
- 비라바르만 (385–400)
- 스칸다바르만 3세 (400–436)
- 심하바르만 2세 (436–460)
- 스칸다바르만 4세 (460–480)
- 난디바르만 1세 (480–510)
- 쿠마라비슈누 2세 (510–530)
- 붓다바르만 (530–540)
- 쿠마라비슈누 3세 (540–550)
- 심하바르만 3세 (550–560)

#### 후기 팔라바

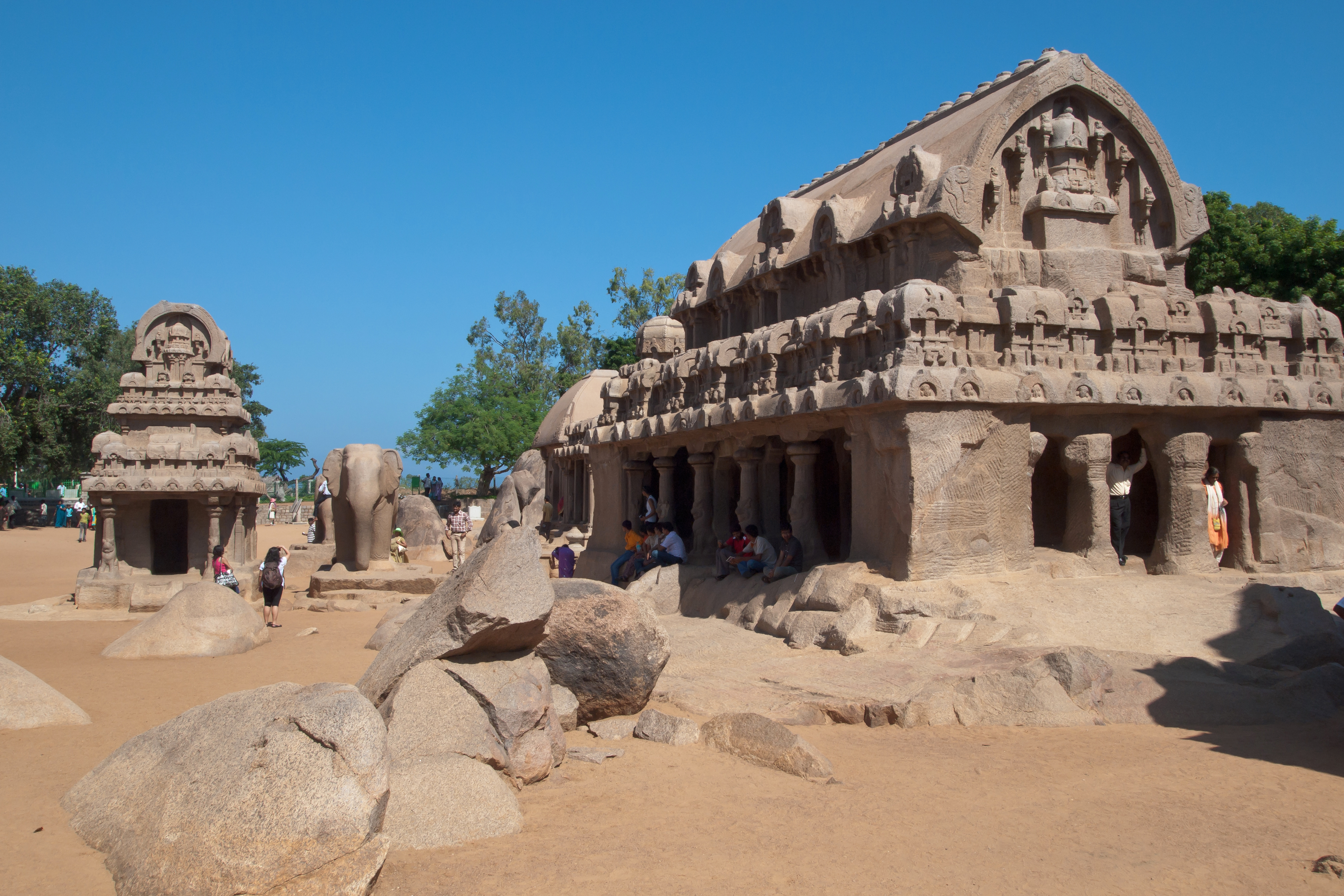
나라심하바르만 1세 통치 기간에 건설된 마하발리푸람의 암석을 깎아 만든 사원들

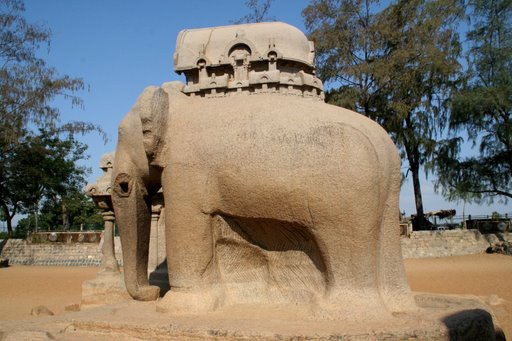
하나의 돌로 조각된 코끼리

칼라브라 왕조의 침입과 타밀 지방의 혼란은 판디아의 카둔곤과 팔라바의 심하비슈누에 의해 종식되었다. 마헨드라바르만 1세는 팔라바 왕국을 확장했으며 가장 위대한 군주 중 한 명이었다. 남인도에서 가장 화려한 기념물과 사원 중 일부는 그의 통치 아래 견고한 암석을 깎아 만들어졌다. 그는 또한 마타빌라사 프라하사나라는 희곡을 썼다.
팔라바 왕국은 영토와 영향력 모두에서 성장하기 시작했으며, 6세기 말에는 스리랑카와 본토 타밀라캄의 왕들을 물리치며 지역 강국이 되었다. 나라심하바르만 1세와 파라메스와라바르만 1세는 군사 및 건축 분야에서의 업적으로 두드러진다. 나라심하바르만 2세는 쇼르 사원을 건축했다.
- 심하비슈누 (575–600)[51]
- 마헨드라바르만 1세 (600–630)[51]
- 나라심하바르만 1세 (마말라) (630–668)[51]
- 마헨드라바르만 2세 (668–672)
- 파라메스와라바르만 1세 (670–695)[51]
- 나라심하바르만 2세 (라자 심하) (695–722)[51]
- 파라메스와라바르만 2세 (705–710)

##### 카다바 계통의 후기 팔라바
파라메스와라바르만 2세 이후의 왕들은 팔라바의 방계 혈통에 속하며 심하비슈누의 형제인 비마바르만의 후손이었다. 그들은 스스로를 카다바, 카다베사, 카두베티라고 불렀다. 난디바르만 팔라바말라의 아버지인 히라냐바르만은 비문에서 카다바쿨라에 속했다고 전해진다. 난디바르만 2세 자신은 "카다바 가문의 위신을 높이기 위해 태어난 자"로 묘사된다.
- 난디바르만 2세 (팔라바말라) (732–796) 카다바쿨라의 히라냐바르만의 아들[53][51]
- 단티바르만 (795–846)[51]
- 난디바르만 3세 (846–869)[51]
- 아파라지타바르만 (879–897)[51]

### 아이양가르 연대기
팔라바의 현존하는 비문에 따르면, 역사가 S. 크리슈나스와미 아이양가르는 팔라바를 네 개의 별개 가문 또는 왕조로 나눌 수 있다고 제안한다. 그 중 일부는 연결 관계가 알려져 있고 일부는 알려져 있지 않다. 아이양가르는 다음과 같이 말한다. 
 우리는 중요한 세 가지를 포함한 프라크리트어 헌장들을 가지고 있다. 그 다음에는 산스크리트어로 헌장을 발행한 왕조가 이어지며, 이어서 심하 비슈누로 시작하는 위대한 팔라바 가문이 뒤따른다. 그 다음에는 찬탈자 난디 바르만, 또 다른 위대한 팔라바의 왕조가 이어졌다. 우리는 현재 금석학자들이 가정한 강가-팔라바 왕조는 간과하고 있다. 이 초기 팔라바 헌장들 중 가장 오래된 것은 마이다볼루 1세(군투르 지역) 동판으로 알려진 것이다.
이 시기의 왕조 판과 보조금을 종합하여 아이양가르는 그들의 통치를 다음과 같이 제안했다.

#### 초기 팔라바
- 바파데반, 촐라 왕자 (250–275) – 마빌랑가(칸치)의 나가와 결혼 – 팔라바 혈통의 위대한 창시자
- 시브스칸다바르만 1세 (275–300)
- 심하바르만 (300–320)
- 붓다바르만 (320–335)
- 부드양쿠란 (335–340)

#### 중기 팔라바
- 비슈누고파 (340–355) (유바마하라자 비슈누고파)
- 쿠마라비슈누 1세 (355–370)
- 스칸다 바르만 2세 (370–385)
- 비라 바르만 (385–400)
- 스칸다 바르만 3세 (400–435)
- 심하 바르만 2세 (435–460)
- 스칸다 바르만 4세 (460–480)
- 난디 바르만 1세 (480–500)
- 쿠마라비슈누 2세 (대략 500–510)
- 붓다 바르만 (대략 510–520)
- 쿠마라비슈누 3세 (대략 520–530)
- 심하 바르만 3세 (대략 530–537)

#### 후기 팔라바
- 심하비슈누 (537–570)
- 마헨드라바르만 1세 (571–630)
- 나라심하바르만 1세 (마말라) (630–668)
- 마헨드라바르만 2세 (668–672)
- 파라메스와라바르만 1세 (672–700)
- 나라심하바르만 2세 (라자 심하) (700–727)
- 파라메스와라바르만 2세 (705–710)

##### 카다바 계통의 후기 팔라바
- 난디바르만 2세 (팔라바말라) (732–796) 카다바쿨라의 히라냐바르만의 아들[53]
- 단티바르만 (775–825)
- 난디바르만 3세 (825–869)
- 니루파퉁간 (869–882)
- 아파라지타바르만 (882–896)

### 마하발리푸람 프라샤스티의 계보
마하발리푸람 프라샤스티에 언급된 팔라바의 계보는 다음과 같다.
- 비슈누
- 브라흐마
- 불명/판독 불가능
- 불명/판독 불가능
- 바라드바자
- 드로나
- 아슈와타만
- 팔라바
- 불명/판독 불가능
- 불명/판독 불가능
- 심하바르만 1세 (대략 275)
- 불명/판독 불가능
- 불명/판독 불가능
- 스칸다쉬샤
- 불명/판독 불가능
- 불명/판독 불가능
- 심하비슈누 (대략 550–585)
- 마헨드라바르만 1세 (대략 571–630)
- 마하-말라 나라심하바르만 1세 (630–668)
- 불명/판독 불가능
- 파라메스와라바르만 1세 (669–690)
- 라자심하 나라심하바르만 2세 (690–728)
- 불명/판독 불가능
- 팔라바말라 난디바르만 2세 (731–796)
- 불명/판독 불가능
- 난디바르만 3세 (846–869)

### 촐라와의 관계
역사가 S. 크리슈나스와미 아이양가르에 따르면, 팔라바는 톤다이만달람의 원주민이었으며, 팔라바라는 이름은 톤다이야르라는 단어와 동일하다. 촐라 왕조의 왕자 일란디라이얀은 전통적으로 팔라바 왕조의 창시자로 여겨진다. 일란디라이얀은 파투파투와 같은 상감 시대 문헌에 언급된다. 상감 서사시 마니메칼라이에서는 그가 촐라 왕조의 킬리 왕과 나가 공주 필리발라이(나이나티부의 발라이바난 왕의 딸)의 아들로 묘사된다. 소년이 성장하자 공주는 아들을 촐라 왕국으로 보내고 싶어했다. 그래서 그녀는 배가 마니팔라밤 섬에 정박했을 때 그 왕자를 캄발라 체티라는 양모 담요 상인에게 맡겼다. 촐라 왕국으로 항해하는 동안, 배는 거친 날씨 때문에 난파되었고 소년은 실종되었다. 그는 나중에 다리에 톤다이(덩굴) 가지를 두른 채 해변으로 떠밀려와 발견되었다. 그래서 그는 바다나 파도의 어린 아들이라는 뜻의 톤다이만 일람 티라이얀이라고 불리게 되었다. 그가 성장하자 촐라 왕국의 북부가 그에게 위임되었고, 그가 통치한 지역은 그의 이름을 따서 톤다이만달람이라고 불리게 되었다. 그는 시인이기도 했으며, 그의 네 곡은 오늘날까지도 남아 있다. 그는 톤다이만달람에서 통치했으며 "톤다만"으로 알려졌다.

## 기타 관계
팔라바 왕실 혈통은 루드라바르만 1세 치하의 말레이 반도 고대 케다 왕국, 참파의 바드라바르만 1세, 그리고 캄보디아의 부남 왕국에 영향을 미쳤다. 일부 역사가들은 현재 팔리 반니야르 카스트가 6세기에서 9세기 사이에 안드라와 타밀 지역을 통치했던 팔라바의 후손이라고 주장했다. 타밀 학자 M. 스리니바사 아이양가르는 팔리가 팔라바 군대에서 자주 복무했던 공동체 중 하나라고 주장했다.
바르만이라는 팔라바 통치자들의 이름 접미사가 쿠타이 마르타디푸라 왕국의 물라바르만 왕, 타루마나가라 왕국의 푸르나와르만 왕, 말라야푸라 왕국의 아디트야와르만 왕 등 인도네시아의 힌두 왕 시대 왕들의 이름 접미사와 유사하다는 점은 발견 이래로 역사가들에 의해 언급되어 왔다. 당시 인도네시아의 힌두 왕국과 팔라바 왕조, 그리고 인도의 다른 힌두 및 불교 왕국들 사이에 높은 수준의 관계와 연결이 있었을 가능성이 있다.

## 봉신국 목록
- 살란카야나 왕조

## 같이 보기
- 타밀 군주 목록
- 카다바 왕조
- 팔라르
- 놀람바 왕조